# インディアナ州会議事堂
インディアナ州会議事堂（インディアナしゅうかいぎじどう、英語: Indiana State House）は、アメリカ合衆国インディアナ州の州都インディアナポリスに立地する同州議会の議事堂。庁舎はインディアナポリスのダウンタウンの中心であるモニュメント・サークルから西へ2ブロック、東をキャピトル・アベニュー、南をワシントン・ストリート、西をセネート・アベニュー、北をオハイオ・ストリートに囲まれたブロックに立地している。議事堂内にはインディアナ州議会の上下両院の議場のほか、州知事室、州最高裁判所、州控訴裁判所、および州政府機関の一部が置かれている。しかし、州政府機関の多くはセネート・アベニューを隔てたインディアナ政府センター北棟に置かれている。
最初の庁舎は最初の州都であった州南部の町コリードンに建てられたもので、現在も州の史跡として保存されている。2代目の庁舎は旧マリオン郡地方裁判所で、20世紀初頭に取り壊され、建て替えられた。3代目の庁舎はパルテノン神殿を模したものであったが、構造上の欠陥のため1877年に使用不適とされ、取り壊された。現在の庁舎は3代目の庁舎の跡地に1888年に建てられたもので、5代目の庁舎にあたる。この庁舎は1975年に国家歴史登録財に登録された。

## 歴史

### 初代の庁舎

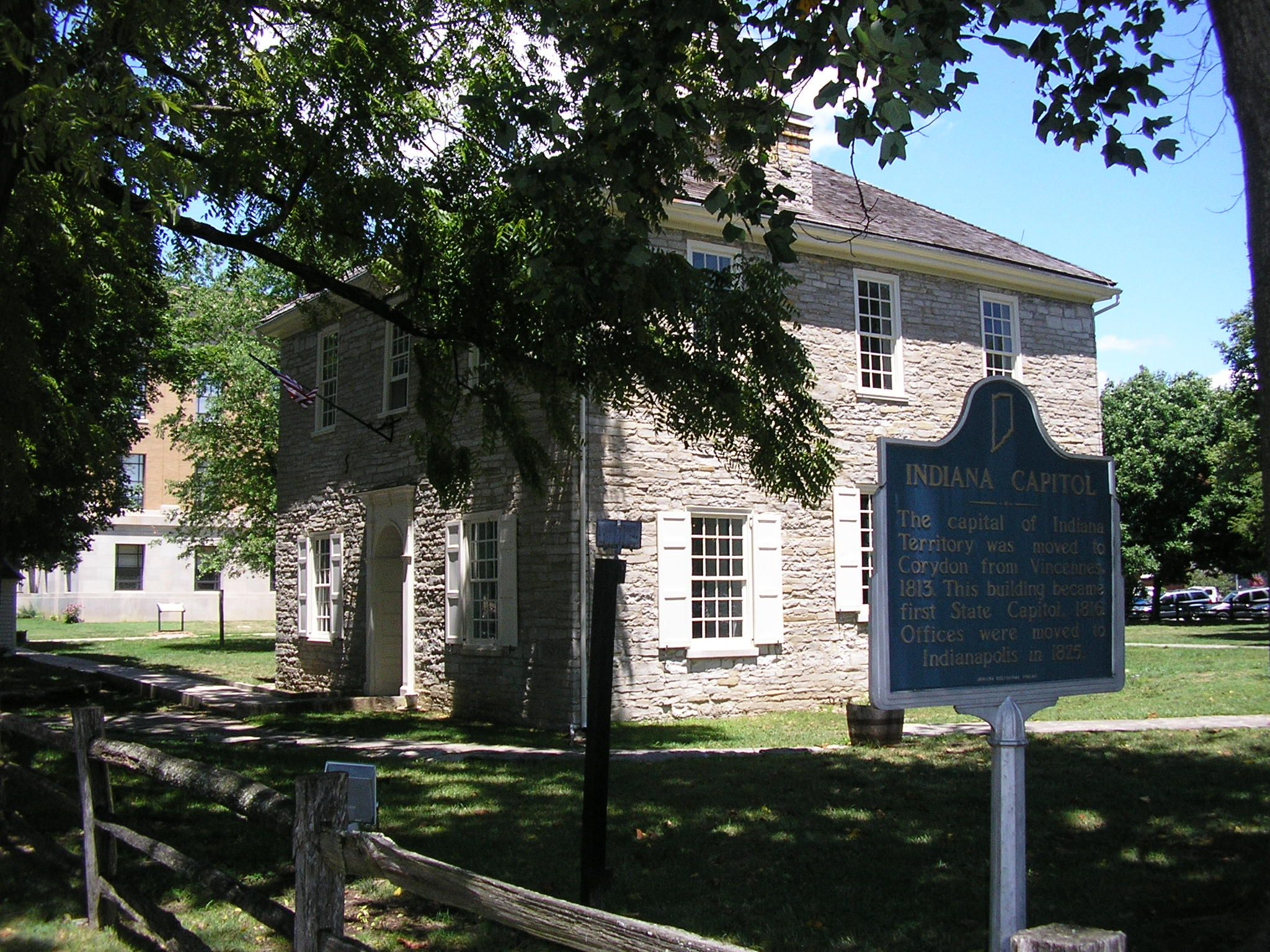
コリードンの中心部に残る旧州会議事堂

1816年にインディアナが州に昇格したとき、その州都はコリードンであった。最初の州会議事堂庁舎は、もともとは1813年にインディアナ準州の議事堂として建てられた、ライムストーン造、一辺40フィート（12.2m）の正方形、2階建ての質素な建物であった。建設は初期の準州議会議員であったデニス・ペニントンの経営する会社によって、3年の歳月を費やして行われ、その建設費用1,500ドルはハリソン郡の住民が支払った。建材となったライムストーンは近場の採石場で切り出されたものであった。完成当時、この庁舎は州で最大級の建物であった。
この庁舎は当初3部屋を有していたが、すぐに手狭になり、州の行政各局を入れるための建物を通りの反対側に建てることを余儀なくされた。この庁舎の1階にはインディアナ州議会下院が、2階は狭い廊下を隔てて2部屋に分かれており、1部屋に州議会上院が、もう1部屋に州最高裁判所がそれぞれ入っていた。この庁舎は1824年に放棄され、ハリソン郡の地方裁判所に転用された。この庁舎は現在でも保存されており、州指定の史跡となっていると共に、国家歴史登録財にも登録されているコリードン歴史地区の一角を成している。

### 2代目の庁舎
1824年12月に州政府がインディアナポリスに移転した時、州政府はマリオン郡地方裁判所内に置かれた。この地方裁判所の庁舎はインディアナポリスが新しい州都に決まった後、1822年に、州の財政支出で建てられたものであった。この庁舎は12年にわたって、インディアナ州会議事堂として使われた。当時のインディアナポリスは、最も近い主要な入植地からでも約60マイル（96km）離れた辺境の地で、大規模な建設は現実的ではなかった。
インディアナポリスへの遷都は困難なものであった。当時、コリードンからインディアナポリスまでは馬で11日を要した。その上、コリードンとインディアナポリスを結ぶ道は無く、インディアナポリスを目指して北へ向かう一行は、冬の深い森の中を荷馬車で長い列を成して進んでいくしかなかった。一行は州の財源、書籍、記録文書、および州議会、州最高裁判所、州政府各局の備品を、長い道中の必需品と共にすべて荷馬車に積んでインディアナポリスへ向かったため、その隊は必然的に大きなものになった。州議会の承認の下、一行の監督にあたったのは州の出納局長を務めていたサミュエル・メリルであった。一行がインディアナポリスにたどり着くまでには1ヶ月を要した。州会が初めてインディアナポリスで開催されたのは、年が明けた1825年1月であった。

### 3代目の庁舎

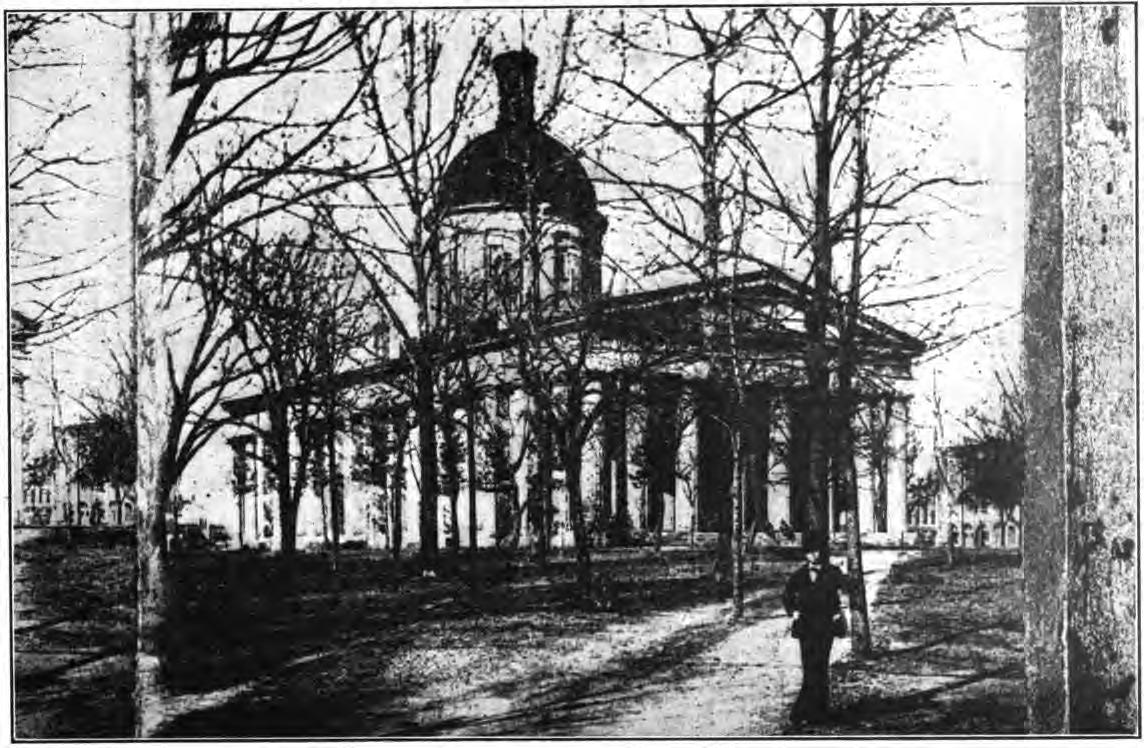
インディアナ州会議事堂の3代目庁舎

1831年、インディアナ州議会は新しい州会議事堂庁舎の建設を承認した。建設費用にはインディアナポリス町内の土地売却益が充てられた。庁舎のデザインは賞金150ドルで公募され、イシール・タウンおよびアレクサンダー・ジャクソン・デイビスによる、パルテノン神殿を模したものが採用された。この庁舎の外観は中央の大きなドーム以外、パルテノン神殿にそっくりであった。タウンおよびデイビスはこの庁舎の建設を受注し、予定よりも早い1835年に完成させた。
この庁舎は青いライムストーンで造られ、2階建てであった。1階には州知事室および州最高裁判所が、2階の各ウイングには州議会の上下両院がそれぞれ置かれた。この庁舎は様々な歴史的出来事の舞台となった。1865年4月30日、スプリングフィールドへ向かうエイブラハム・リンカーンの葬送列車がインディアナポリスに停車した際には、リンカーンの棺台がこの庁舎の前に運ばれ、推定10万人を超える弔問者が集まった。
このギリシアリバイバル様式の庁舎は建設直後こそ好評であったが、1860年代に入ると老朽化が進んで醜い姿をさらすようになった。ライムストーン造の基礎は崩れ始め、いずれ建物全体が崩落するのではないかという懸念が広まった。1867年にはインディアナ州議会下院の議場の天井が崩れ落ちた。1873年には、どうすればこの建物を保存できるかという議論が持たれたが、結局解決策は何も出なかった。やがてこの庁舎は使用不適とされ、1877年に取り壊された。

### 4代目の庁舎
1876年に3代目の庁舎が使用不適とされると、州政府はこの庁舎を放棄した。州議会は1865年に既に建てられ、州最高裁判所が入っていた建物に移転した。州知事および州行政各局はそれとはまた別の建物に移転した。州議会が移転した先の建物は、州会議事堂の新庁舎が建てられるまでの間の、暫定的な州会議事堂として使われた。1887年、新庁舎が完成するよりも前に、その下層階は既に州議会を収容するに十分なスペースが使用可能であったため、狭い暫定庁舎から移転し、この新庁舎で州会を開催し始めた。

## 現在の庁舎
| インディアナ州議会の本会議場（左: 上院, 右: 下院） |  | インディアナ州議会の本会議場（左: 上院, 右: 下院） |
| インディアナ州議会の本会議場（左: 上院, 右: 下院） |  |                                                    |

現在の庁舎は上から見ると十字形をしている。その中央には内側がガラス張りになったドームのロタンダがあり、4つのウィングをつないでいる。庁舎は4階建てである。1階には行政府の執務室が入っている。2階東側にはインディアナ州議会下院の、また西側には上院の事務室が入っている。2階北側にはインディアナ州最高裁判所が入っている。70,000冊の蔵書を誇る州最高裁判所法律図書館は3階に入っている。また、3階には州議会の上下両院の議場および州最高裁判所の法廷も入っている。4階にはインディアナ州控訴裁判所の法廷、および15人の裁判官のうち9人の事務所が入っている。そのほか、4階にはいくつかの事務所と倉庫がある。この庁舎は当初、州政府全体を収容できるように造られ、完成から数十年はそのように運用されていたが、州政府が大きくなるにつれて手狭になり、行政各局は別の庁舎へと引っ越していった。議事堂の正面玄関前には、南北戦争時にインディアナ州知事であったオリバー・モートンの像が立っている。

### 建設

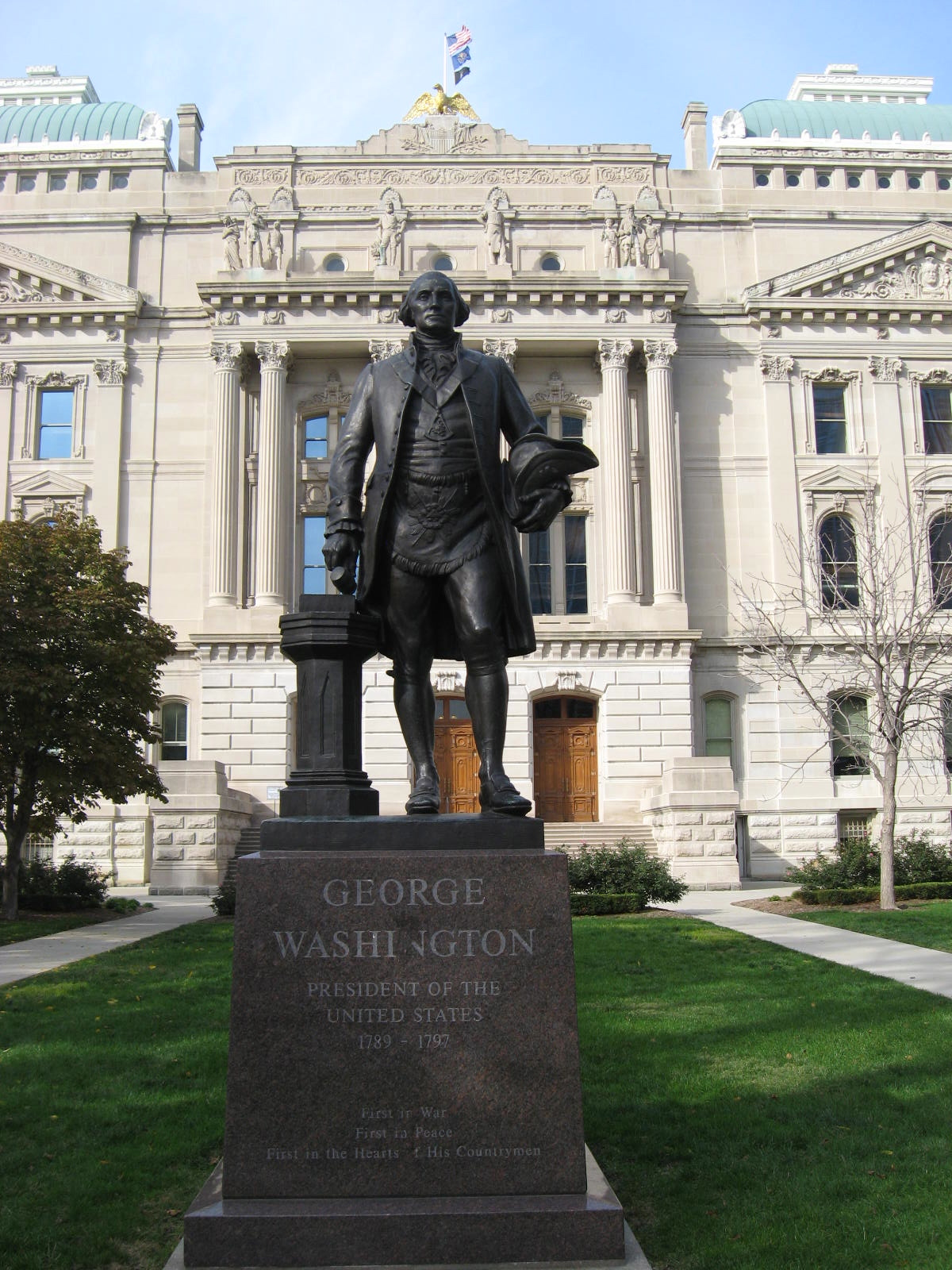
議事堂南側に立つジョージ・ワシントン像

19世紀中盤のインディアナ州の急激な人口増加によって、州政府も大きくなり、以前の州会議事堂（3代目の庁舎）は手狭になってきていた。1865年、膨れ上がる州政府を収容するために、州会議事堂とは別の庁舎が建てられ、州最高裁判所といくつかの行政局が移転した。3代目の庁舎が使用不適とされた1877年、州は州会議事堂の本庁舎を持たない状態になってしまい、州知事ジェームズ・D・ウィリアムズは現在の庁舎の建設を提案した。庁舎の建設計画は翌1878年、インディアナ州議会に承認された。3代目の庁舎が取り壊された後、その跡地に現在の庁舎の建設が始まった。建設予算としては200万ドルが計上された。この庁舎は1888年に完成した。倹約家として知られていたウィリアムズは、ここでも実際の建設費用を180万ドルに抑え、余った20万ドルを州の一般会計に返還した。
この建設プロジェクトを計画し、監督にもあたったのは、元北軍准将で、土木技術者であったトーマス・A・モリスらを擁する委員会であった。また、庁舎のデザインは地元建築家エドウィン・メイによるものであった。3代目の庁舎と同じ過ちを繰り返さないように、州議会は長年の使用に耐え得る堅牢な基礎の上にこの庁舎を建設することを要求した。この庁舎は1880年9月28日に定礎したが、メイが同年2月に死去していたため、建設中は後を引き継いだアドルフ・シェラーが監督した。庁舎の内装はイタリア・ルネサンス様式を踏襲した。建材にはできる限り州内産のものが使われた。ドアは州内産のオーク材で作られ、建物全体にわたって州内産のライムストーンが用いられた。礎石は州西部のスペンサーで採掘されたライムストーンで造られた、重さ10tのブロックであった。中央のドームは1883年に完成した。当時インディアナポリスにはまだ電力網がなかったが、この庁舎には電線がつなげられた。1887年、この庁舎は未完成であったが、州会を開催するには十分なところまで完成していたので、この議事堂で州会が開催された。庁舎が完成したのは、着工から8年後、1888年10月であった。尖塔を含めたこの庁舎の高さは78mで、完成当初は州で2番目に高い建物であった。
礎石の中はくり抜かれ、内部には42品を収めたタイムカプセルが置かれている。タイムカプセルの中に収められている主なものとしては、州政府全局の年次レポート、聖書、インディアナ州産の各種穀物のサンプル、新しいコイン、地元の地図および新聞、インディアナポリス市史の本、および市各局のパンフレットなどが挙げられる。

### 改修

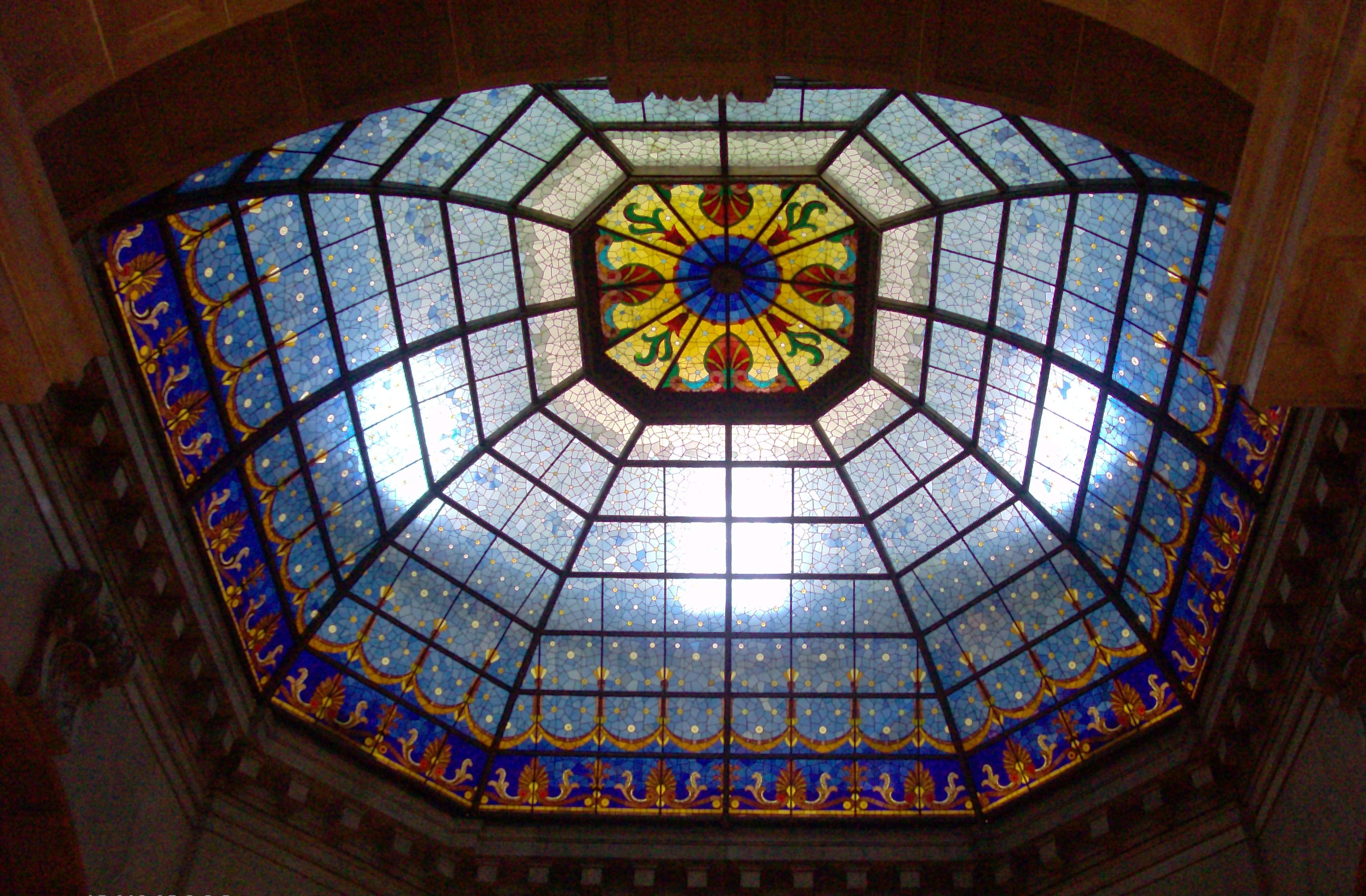
ロタンダのドームの内側

1988年、州知事ロバート・D・オーは州庁舎完成100周年記念行事 "Hoosier Celebration '88" の一環として、庁舎の改修を州議会に提案した。州議会はこの提案を承認し、その予算として1,100万ドルを計上した。改修工事は1995年までかけて行われた。
改修工事中、議事堂庁舎内の大理石、御影石、およびライムストーン造の石像、柱、ブロックはすべて清掃・研磨された。木製のものは全て修理、もしくは交換された。中央のドームに張られたガラスのうち、壊れていたものは全て交換された。庁舎内の照明は元のデザインに基づいた新しいシャンデリアと交換され、内装は塗装し直された。また、21世紀の技術を見据えた、新しいデータネットワークも導入された。

### パブリックアート

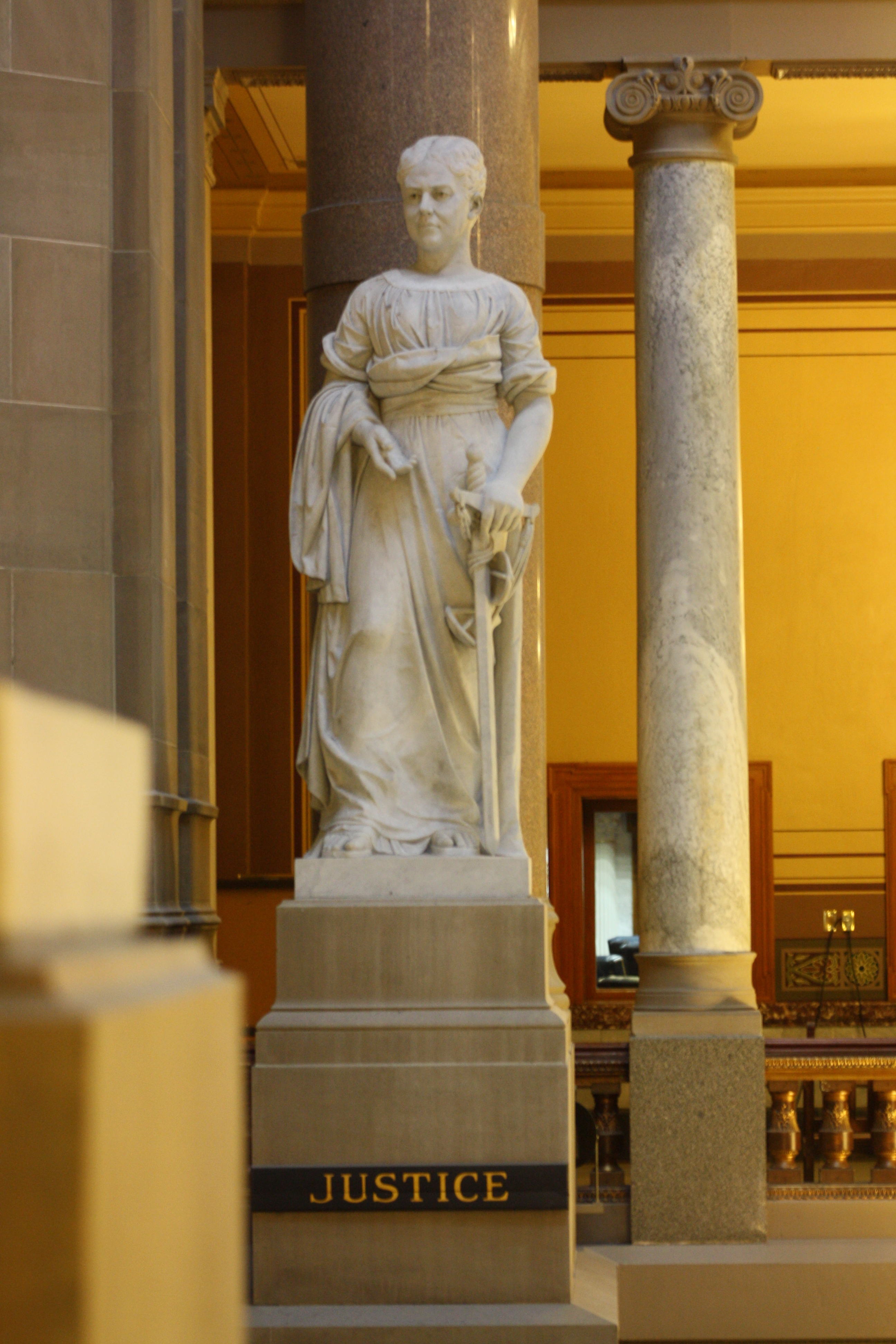
Justice の像

インディアナ州会議事堂、およびセネート・アベニューを隔てたインディアナ政府センター南北両棟とそれぞれの敷地内には、40点を超えるパブリックアートが展示されている。前述の通り、州会議事堂の正面玄関前にはオリバー・モートンの像が立っているが、その他にも、議事堂の敷地内にはジョージ・ワシントン、若き日のエイブラハム・リンカーン、およびトーマス・A・ヘンドリックスの像が立っている。
議事堂庁舎内のパブリック・アートとしては、1888年の庁舎完成時から展示されている、アレクサンダー・ドイルの手による、それぞれ Agriculture （農業）、Art （芸術）、Commerce （商業）、History （歴史）、Justice （正義）、Law （法）、Liberty （自由）、および Oratory （礼拝堂）を現す8体の彫刻からなる、Values of Civilization という作品が代表的なものとして挙げられる。その他には、1893年のシカゴ万国博覧会に出品され、現在は議事堂の4階に展示されている、地元彫刻家レッタ・マシューズの手によるインディアナ像や、州議会下院本会議場の東側上部壁面に描かれた、高さ6.4m、幅12.65mの Spirit of Indiana という壁画が挙げられる。